# Lucio Cassio Emina
Lucio Cassio Emina (in latino Lucius Cassius Hemina; Roma, 200 a.C. circa – Roma, dopo il 146 a.C.) è stato uno storico romano.

## Biografia
Non si sa molto sulla vita di Cassio Emina. Da alcuni cenni si deduce una certa simpatia per i capite censi, ma la cosa non sembra sicura, come non risulta sicuro che abbia avuto una qualche carica alta nel cursus honorum.
Negli anni intorno al 146 a.C. era ancora in vita, impegnato a comporre la sua storia di Roma, ovviamente in lingua latina.

## Opera
I suoi Annales (o Historiae) andavano dalle origini di Roma ai suoi tempiː ne restano una quarantina di frammenti, che fanno pensare a quattro libri, scritti in forma annalistica secondo il modello delle coeve Origines di Marco Porcio Catoneː nel primo libro si narra del periodo precedente la fondazione di Roma, dalle peregrinazioni di Enea ai re albani, mentre il secondo libro narra del periodo compreso tra la fondazione di Roma e il 281 a.C. (arrivo di Pirro in Italia); il terzo libro dal 280 a.C. (battaglia di Eraclea fra Pirro e i Romani) al 241 a.C. (fine della Prima guerra punica) e il quarto libro trattava della seconda e terza guerra punica (ma sembra che il quarto libro sia stato scritto prima della distruzione di Cartagine).
Comunque, nonostante la scarsezza delle notizie che sono giunte sino a noi, sappiamo che i suoi interessi di storico erano vari: come Catone, si occupava delle diverse tradizioni sulle fondazioni delle città e, allo stesso tempo, come Fabio Pittore, era interessato alla religione e ai suoi diversi riti (descrisse ad esempio i misteri di Samotracia). Guardava, inoltre, alla storia del costume e a quella delle istituzioni, e si occupava anche di storia greca, discutendo le cronologie di Omero e di Esiodo.
Proprio sotto l'influenza del razionalismo greco lasciò spazio, nella sua opera, alle teorie evemeristiche, secondo cui gli dèi altro non erano che uomini divinizzati e, per lo stesso motivo, cercò di spiegare alcuni dei riti introdotti da Numa Pompilio in chiave pratico-economica (così, Numa avrebbe reso obbligatoria la tostatura del farro per farne aumentare il consumo).